# Hippasa brechti
Hippasa brechti är en spindelart som beskrevs av Mark Alderweireldt och Rudy Jocqué 2005. Hippasa brechti ingår i släktet Hippasa och familjen vargspindlar. Inga underarter finns listade i Catalogue of Life.